# Wielim Szczecinek
Klub Sportowy „Wielim” Szczecinek – polski klub piłkarski (od 2022 futsalowy), z siedzibą w Szczecinku, założony w 1947 roku.
W przeszłości jako MLKS „Wielim” był  klubem wielosekcyjnym: piłka nożna, siatkówka kobiet (występy w III i II lidze krajowej) i mężczyzn, piłka ręczna, szachy, tenis stołowy, podnoszenie ciężarów.

## Historia
W marcu 1947 r. klub założyli polscy osadnicy i strażacy z podszczecineckiej miejscowości Gwda Wielka, pod nazwą Klub Sportowy „Wielim”. Nazwa klubu pochodzi od nazwy jednego z największych jezior na Pojezierzu Pomorskim – Wielimie.
W latach 60. „Wielim” przeniósł się do miasta Szczecinek i zmienił nazwę na Międzyzakładowy Ludowy Klub Sportowy „Wielim”. W latach 70. i  80. piłkarze Wielimia występowali w rozgrywkach centralnych PZPN na poziomie III ligi oraz w Pucharze Polski. W drużynie grało kilkudziesięciu wychowanków i piłkarzy z innych stron kraju, którzy grali potem w piłkarskiej ekstraklasie i II lidze, min: Zenon Przybysz, Jacek Drapiński, Waldemar Cekała, Roman Bembnista, Leszek Żygielewicz, Marek Rzepa, Jerzy Sokołowski, Tadeusz Henig, Zbigniew Kamiński, Zbigniew Małachowski, Jarosław Bielecki, Krzysztof Mikołajczyk, Piotr Michalczak, Grzegorz Kwiatkowski, Dariusz Bartolewski, Artur Sobolewski, Daniel Makowski.
Wielokrotny mistrz województwa koszalińskiego w piłce nożnej, siatkówce kobiet i mężczyzn.
W latach 90. jako Klub Sportowy „Wielim” występował w regionalnych klasach rozgrywkowych. W sezonie 1994/95 miała miejsce jednoroczna fuzja z miejscowym rywalem pod nazwą Klub Piłkarski Darzbór-Wielim Szczecinek. W roku 2004 nastąpiła likwidacja pierwszego zespołu, reaktywowanego dwa lata później. W tym czasie „Wielim” był klubem jednosekcyjnym, skupiającym w różnych grupach wiekowych 200 piłkarzy i 6 trenerów.
W 2015 LKS Wielim Szczecinek zniknął z piłkarskiej mapy Polski łącząc się z MKP Darzbór Szczecinek i tworząc Miejski Klub Piłkarski Szczecinek. MKP Szczecinek gra na licencji Darzboru w zachodniopomorskiej grupie IV ligi.
Jesienią 2022 roku klub został reaktywowany, na początek w futsalu. Najpierw zagrał w III lidze futsalowej ZZPN, awansując w 2023 do II ligi. Podczas Walnego Zebrania na 5-letnią kadencję został wybrany nowy zarząd klubu. Prezesem jest Mateusz Kwiecień, wiceprezesem - Przemysław Skawiński, skarbnikiem Patrycja Kowalska, sekretarzem Dominik Łuczejko, a członkiem zarządu Rafał Glanc.

## Sukcesy
- Występy w III lidze – 1976/77, 1977/78, 1982/83, 1983/84, 1984/85 (6 miejsce), 1985/86
- Występy w Pucharze Polski - 1978/79 (1/32 finału), 1979/80 (1/32 finału),  1981/82, 1984/85, 1985/86

## Klub w rozgrywkach ligowych[10][11]
| Sezon   | Liga                               | Pozycja | Punkty | Bramki | Uwagi                       |
| ------- | ---------------------------------- | ------- | ------ | ------ | --------------------------- |
| 1991/92 | IV liga (Koszalin)                 | 5/14    | 30     | 53-34  | spadek                      |
| 1992/93 | Liga okręgowa (Koszalin)           | b.d.    |        |        | awans                       |
| 1993/94 | IV liga (Piła-Poznań)              | 4/16    | 35     | 53-30  |                             |
| 1994/95 |                                    |         |        |        | fuzja z Darzborem           |
| 1995/96 |                                    |         |        |        | fuzja z Darzborem           |
| 1996/97 | b.d.                               |         |        |        |                             |
| 1997/98 | Liga okręgowa (Koszalin)           | b.d.    |        |        | awans                       |
| 1998/99 | IV liga (Koszalin-Szczecin)        | 13/18   | 42     | 31-60  |                             |
| 1999/00 | IV liga (Gorzów-Koszalin-Szczecin) | 11/18   | 45     | 66-66  |                             |
| 2000/01 | IV liga (zachodniopomorska)        | 7/19    | 56     | 68-51  |                             |
| 2001/02 | IV liga (zachodniopomorska)        | 16/20   | 38     | 49-66  | spadek                      |
| 2002/03 | Liga okręgowa (Koszalin południe)  | 10/16   | 42     | 63-50  |                             |
| 2003/04 | Klasa okręgowa (Koszalin południe) | 14/16   | 29     | 36-50  | drużyna wycofana po sezonie |
| 2004/05 | -                                  | -       | -      | -      | brak zespołu seniorskiego   |
| 2005/06 | -                                  | -       | -      | -      | brak zespołu seniorskiego   |
| 2006/07 | Klasa A (Koszalin III)             | 1/13    | 62     | 81-22  | awans                       |
| 2007/08 | Klasa okręgowa (Koszalin południe) | 5/13    | 38     | 66-45  | [ a ]                       |
| 2008/09 | Klasa okręgowa (Koszalin południe) | 1/15    | 73     | 117-27 | awans                       |
| 2009/10 | V liga (Koszalin)                  | 11/16   | 38     | 67-70  |                             |
| 2010/11 | V liga (Koszalin)                  | 4/16    | 50     | 69-58  |                             |
| 2011/12 | Liga okręgowa (Koszalin)           | 7/16    | 48     | 77-54  |                             |
| 2012/13 | Liga okręgowa (Koszalin)           | 1/16    | 72     | 75-26  | awans                       |
| 2013/14 | IV liga (zachodniopomorska)        | 14/16   | 29     | 38-63  | spadek                      |
| 2014/15 | Liga okręgowa (Koszalin)           | 13/16   | 33     | 49-61  |                             |

po sezonie fuzja z Darzborem i utworzenie MKP Szczecinek.
| Oznaczenie kolorami   |
| --------------------- |
| czwarty poziom ligowy |
| piąty poziom ligowy   |
| szósty poziom ligowy  |
| siódmy poziom ligowy  |